# Ilhas Virgens Britânicas nos Jogos Pan-Americanos de 1983
As Ilhas Virgens Britânicas' competiu na 9º edição dos Jogos Pan-Americanos, realizados na cidade de  Caracas, na Venezuela.